# Демократичний лібералізм
Демократичний лібералізм прагне досягти синтезу демократії, котра є участю народу у владі, і лібералізму - політичної та/або соціальної філософії, яка виступає за свободу особистості. Він виник після Першої світової війни (коли більшість великих держав запровадили загальне виборче право), і його основне питання полягало в тому, як залучити та зацікавити населення у політиці поза виборами.

## Принципи
Британські ліберал-демократи описують свою ідеологію як надання "владі народу", оскільки вони виступають проти концентрації влади у непідзвітних органах. Вони пропонують децентралізацію влади з Вестмінстера, виборчу та парламентську реформу для створення системи багаторівневих урядових структур для прийняття рішень на потрібному, на їхню думку, рівні, включаючи регіональні асамблеї. Ліберальні демократи хочуть захистити громадянські свободи та виступають проти втручання держави у особисті справи. У своїй книзі "Демократичний лібералізм: Політика гідності" Крейг Дункан пише:
| Ліві лапки | Одне з важливих питань стосується того, якою має бути демократія: прямою (коли громадяни самі пропонують закони та голосують за них) або представницькою (коли ці функції виконують виборні посади). Значною мірою це питання вирішується прагматичними міркуваннями (пряма демократія краще підходить для невеликих міст-держав, ніж для сучасних великих національних держав), але справа, яка ґрунтується на гідності, тут не зовсім безшумна. Я не вважаю, що вимоги гідності вимагають прямої демократії, оскільки сказати, що громадяни є компетентними істотами, здатними до відповідального вибору, не означає сказати, що вони компетентні судити про різні питання, які потребують політичної уваги, від податків до оборони, освіти, довкілля тощо. Представницька демократія натомість, і це точніше, передбачає, що громадяни насамперед компетентні обирати лідерів, які самі компетентні у вирішенні цих питань. Однак це не означає, що ідеал прямої демократії не має жодного значення. Оскільки насправді багато приватних громадян мають компетентні знання з цілої низки питань, особливо тих, які безпосередньо торкаються їхніх інтересів, представницька демократія також має створювати значний простір для участі громадян у своїй дорадчій практиці (наприклад, через відкриті слухання та інші громадські форуми). | Праві лапки |